# Fontanigorda

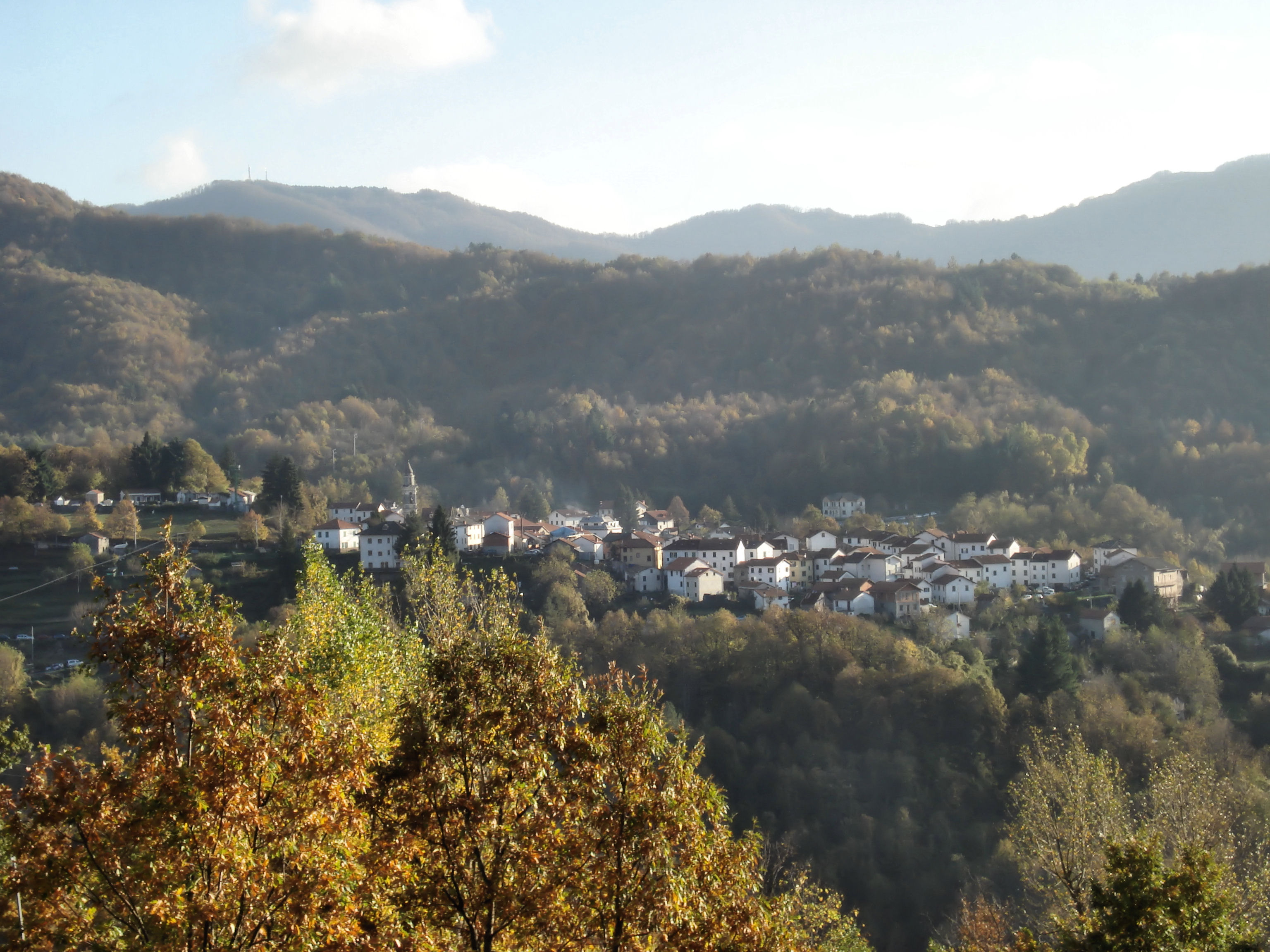
Vista de Fontanigorda

Fontanigorda es una localidad y comune italiana de la provincia de Génova, región de Liguria, con 284 habitantes.

## Evolución demográfica
| Gráfica de evolución demográfica de Fontanigorda entre 1861 y 2001 |
|                                                                    |
| Fuente ISTAT - elaboración gráfica de Wikipedia                    |